# Kiel (Meteorit)
Koordinaten: 54° 23′ 35″ N, 10° 8′ 47″ O
Der Meteorit Kiel ging am 26. April 1962 in Kiel nieder, wobei er ein Haus in Kiel-Holtenau traf, in dem er am nächsten Tag gefunden wurde.

## Fall und Fund

Informationstafel am Fundort

Das getroffene Fachhallenhaus in Kiel-Holtenau (2024)

Am 26. April 1962 um ca. 13.45 Uhr wurde das Fachhallenhaus „Drei Kronen“ in Kiel-Holtenau von einem Meteoriten getroffen, wobei nur das Geräusch des Durchschlagens des Blechdaches bemerkt wurde, der Fall selbst wurde nicht beobachtet.
Der Meteorit wurde am Folgetag auf dem Dachboden des Hauses gefunden und an das Geologische und Mineralogische Museum der Christian-Albrechts-Universität Kiel gegeben.
Das größte Teilstück von 324 g befindet sich im Geologischen und Mineralogischen Museum der Christian-Albrechts-Universität Kiel.

## Typ
Untersuchungen ergaben, dass es sich um einen gewöhnlichen Chondriten vom Typ L6 handelt.